# Friedhof Weinleite
Der Friedhof Weinleite befindet sich auf der Weinleite 13 in Rebdorf, einem Stadtteil südlich von Eichstätt, und ist unter der Aktennummer D-1-76-123-338 in der Denkmalliste Bayern eingetragen.

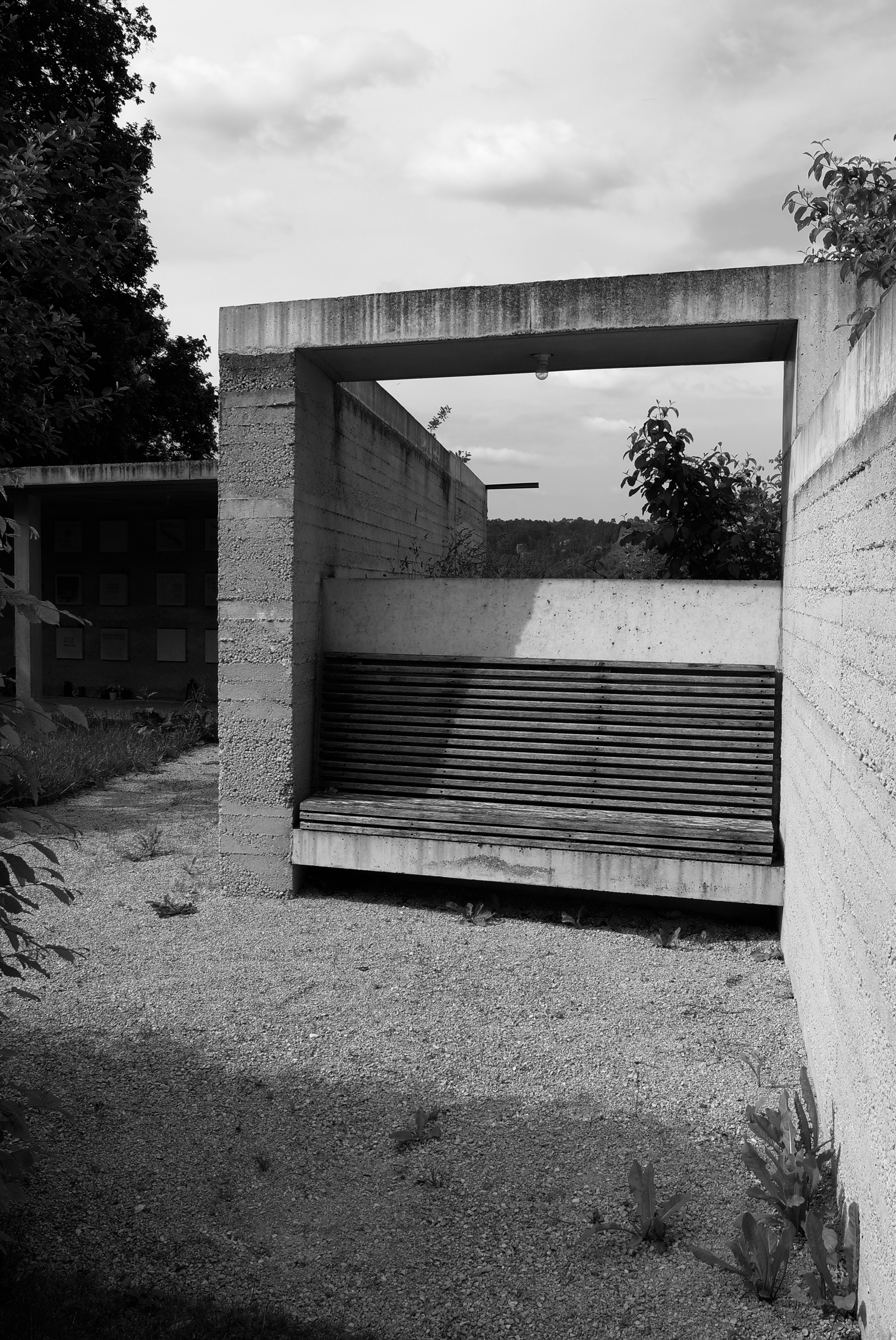
Fenster zur Willibaldsburg

## Geschichte und Architektur
Der Friedhof wurde 1857 als Gefangenenfriedhof errichtet und 2010 durch Stadtbaumeister Albert Dischinger erweitert. Die Erweiterung liegt wie ein Beiboot dem Mutterschiff bei. Die beiden Abschlüsse werden von Urnenhof und Leichenhaus markiert. Der braunrosafarbene handwerkliche Stampfbetonmauerring folgt der Formensprache der Bestands-Kirchhofmauer. Die neue Friedhofsmauer beinhaltet Urnenwand, Spatzenrinne, Leichenhaus und Ruhebänke. Das Oberlicht in der Aufbahrungshalle wurde aus Kostengründen nicht realisiert. Der neue Eingang zum Friedhof wurde von einem Steinmetz geschmiedet. Die Spatzenrinne, eine Reminiszenz an Elfingers und Schattners Mauer zwischen ihren Universitätsbauten und Hofgarten, ordnet sich bewusst der Bestandsmauer unter.

## Baudenkmal
Die Friedhofsmauer aus dem Jahr 1857 steht unter Denkmalschutz und ist im Denkmalatlas des Bayerischen Landesamtes für Denkmalpflege und in der Liste der Baudenkmäler in Eichstätt eingetragen.